# Kabinett Bock
Das Kabinett Bock bildete vom 8. Juli 1947 bis 4. August 1948 die Landesregierung von Württemberg-Hohenzollern.
Die Mitglieder des Kabinettes Bock trugen die Bezeichnung Minister. Davor hießen die Mitglieder des Kabinettes Schmid I Landesdirektor und des Kabinettes Schmid II Staatssekretär.
Staatspräsident Lorenz Bock starb am Abend des 4. August 1948. Das restliche Kabinett trat in der Landtagssitzung am 6. August, auch aus Protest gegen die französische Besatzungspolitik, zurück.
| Amt                                         | Name                | Partei | Partei |
| ------------------------------------------- | ------------------- | ------ | ------ |
| Staatspräsident                             | Lorenz Bock         |        | CDU    |
| Stellvertreter des Staatspräsidenten Justiz | Carlo Schmid        |        | SPD    |
| Inneres                                     | Viktor Renner       |        | SPD    |
| Kultus, Erziehung und Kunst                 | Albert Sauer        |        | CDU    |
| Finanzen                                    | Lorenz Bock         | CDU    |        |
| Wirtschaft                                  | Eberhard Wildermuth |        | DVP    |
| Arbeit                                      | Eugen Wirsching     |        | CDU    |
| Landwirtschaft und Ernährung                | Franz Weiß          | CDU    |        |